# پشننو
پشننو (به لهستانی:  Pszenno) یک روستا در لهستان است که در گمینا شویدنگتسا (استان سیلزی سفلی) واقع شده‌است.